# Galette de riz soufflé
Pour les galettes de riz de la cuisine vietnamienne, voir Bánh tráng.
Une galette de riz soufflé ou gâteau de riz soufflé est un aliment à base de riz. En Amérique du Nord, ils sont vendus comme aliments bons pour la santé.

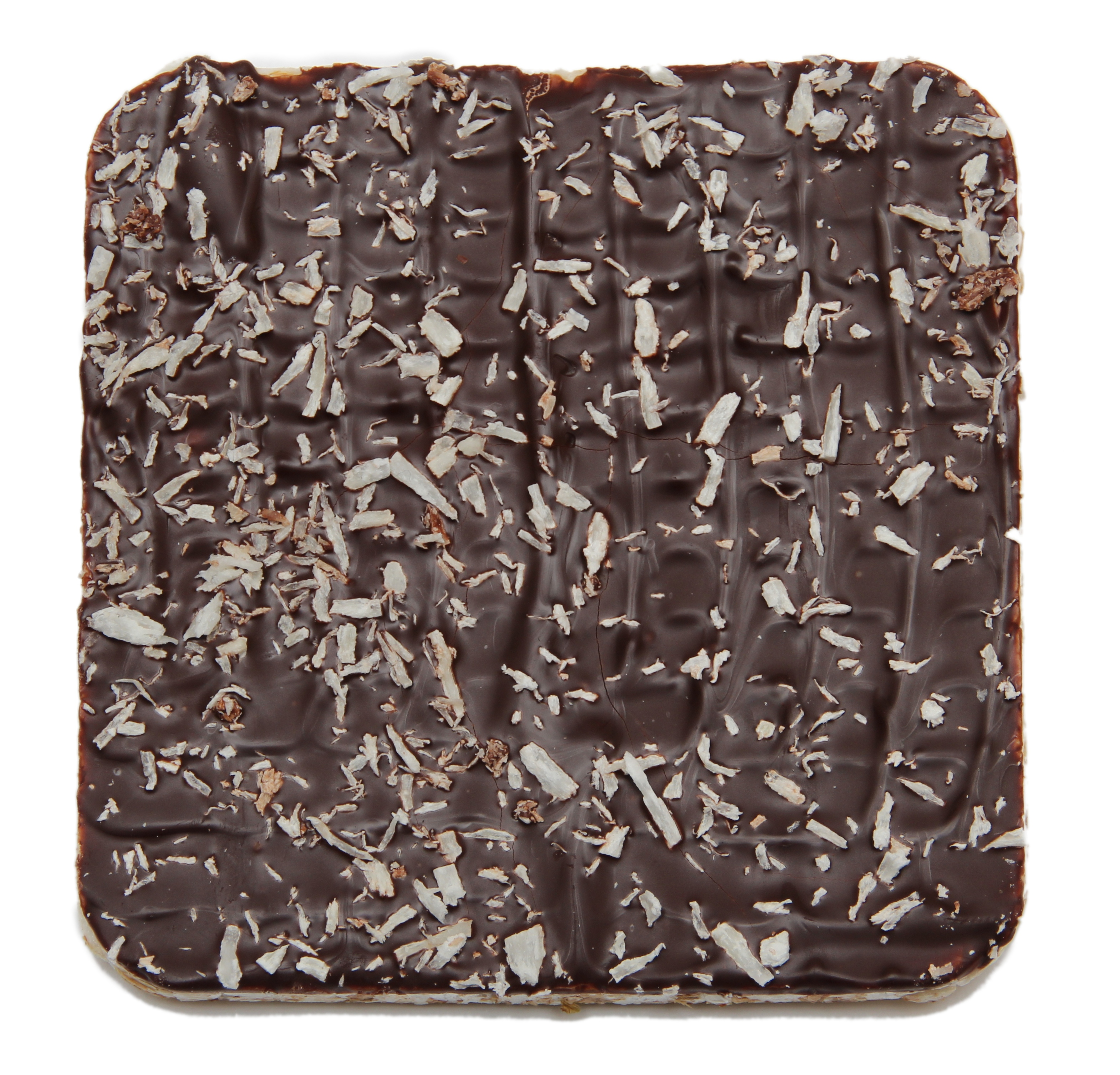
Galette de riz soufflé nappée de chocolat noir (recto).
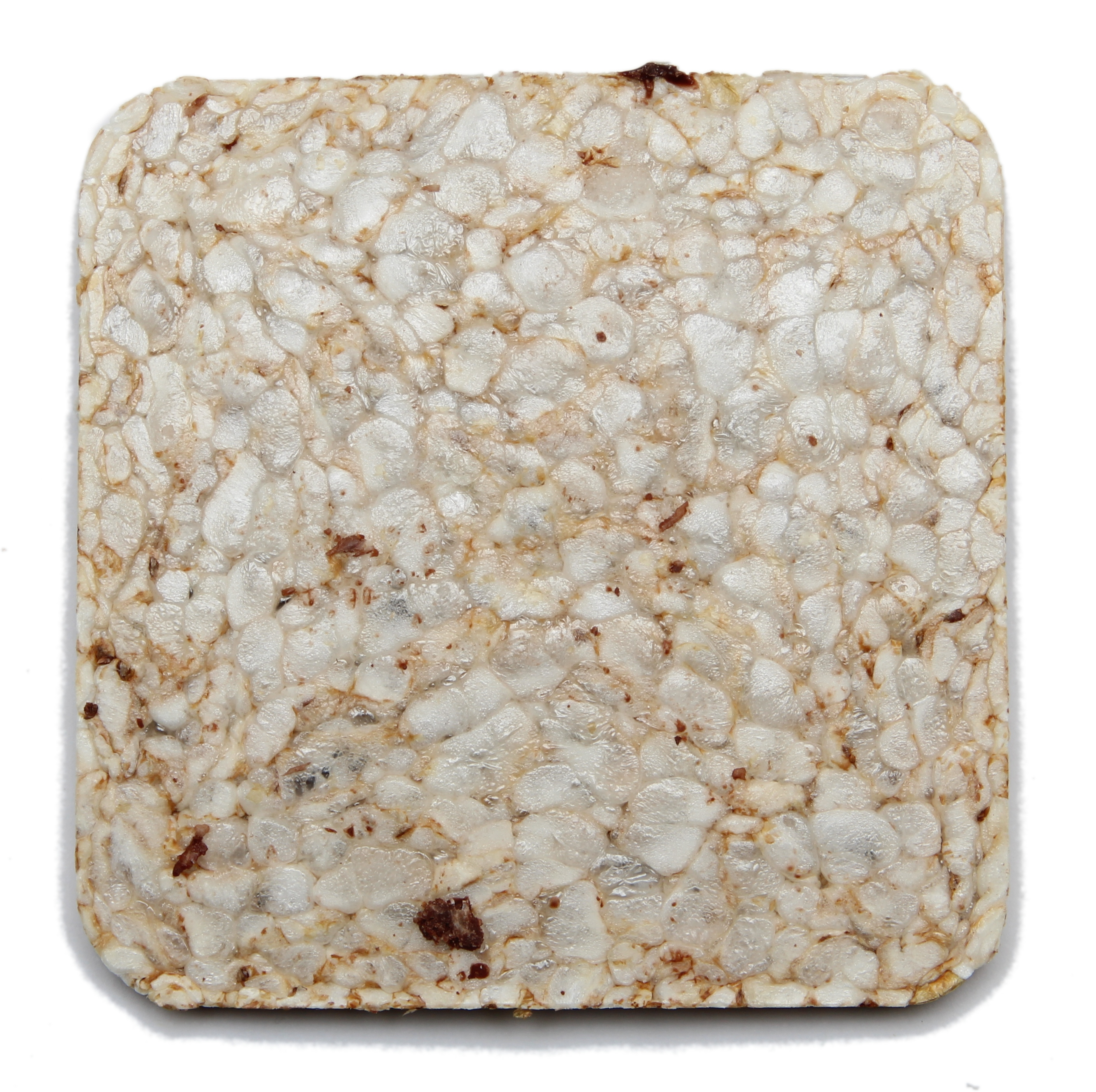
Galette de riz soufflé nappée de chocolat noir (verso).
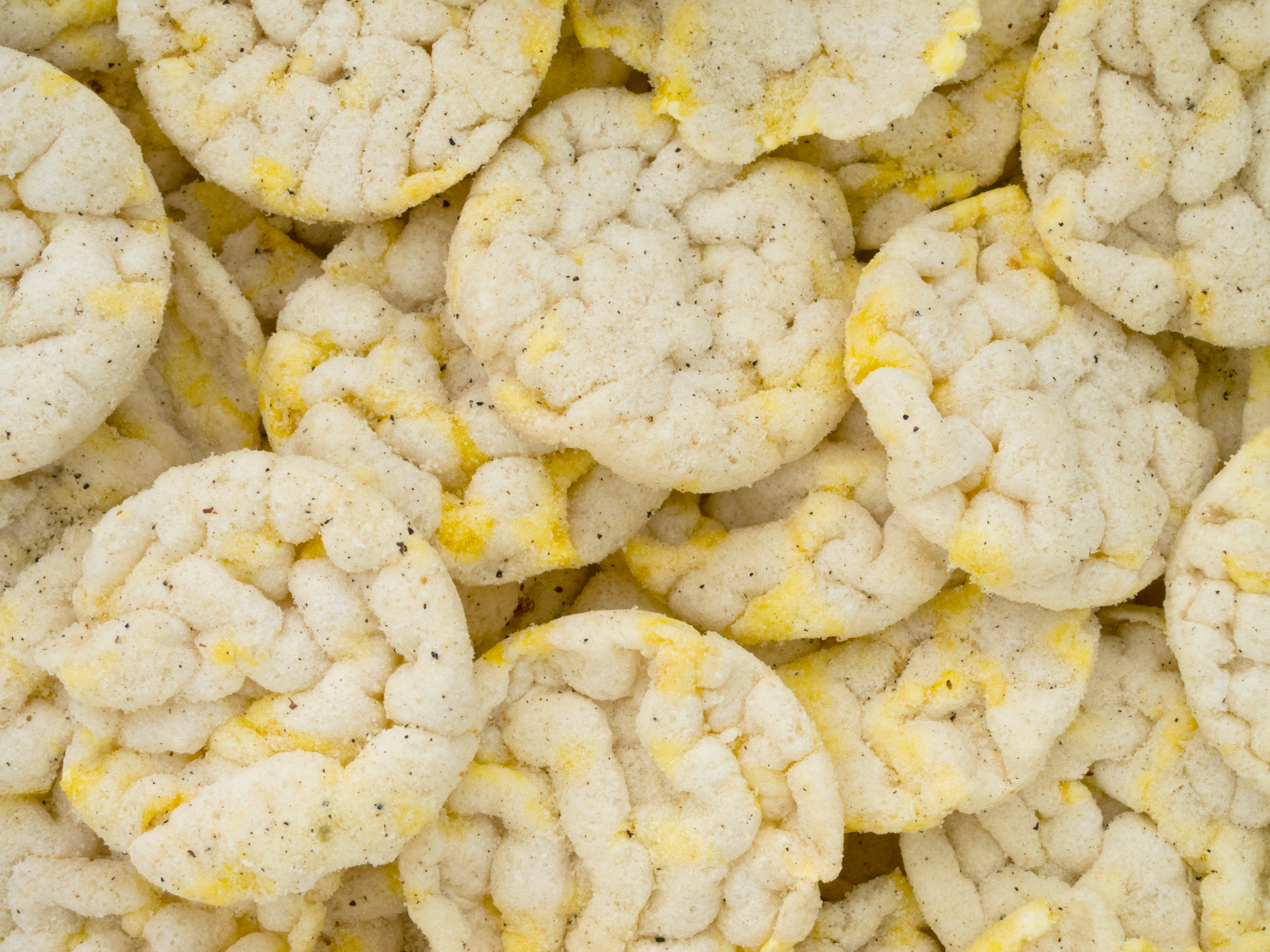
Galettes de riz soufflé américaines.
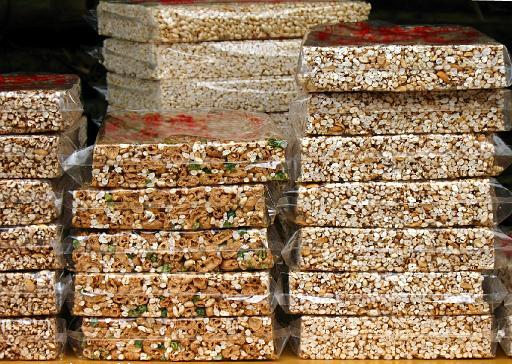
Galettes de riz soufflé chinoises.
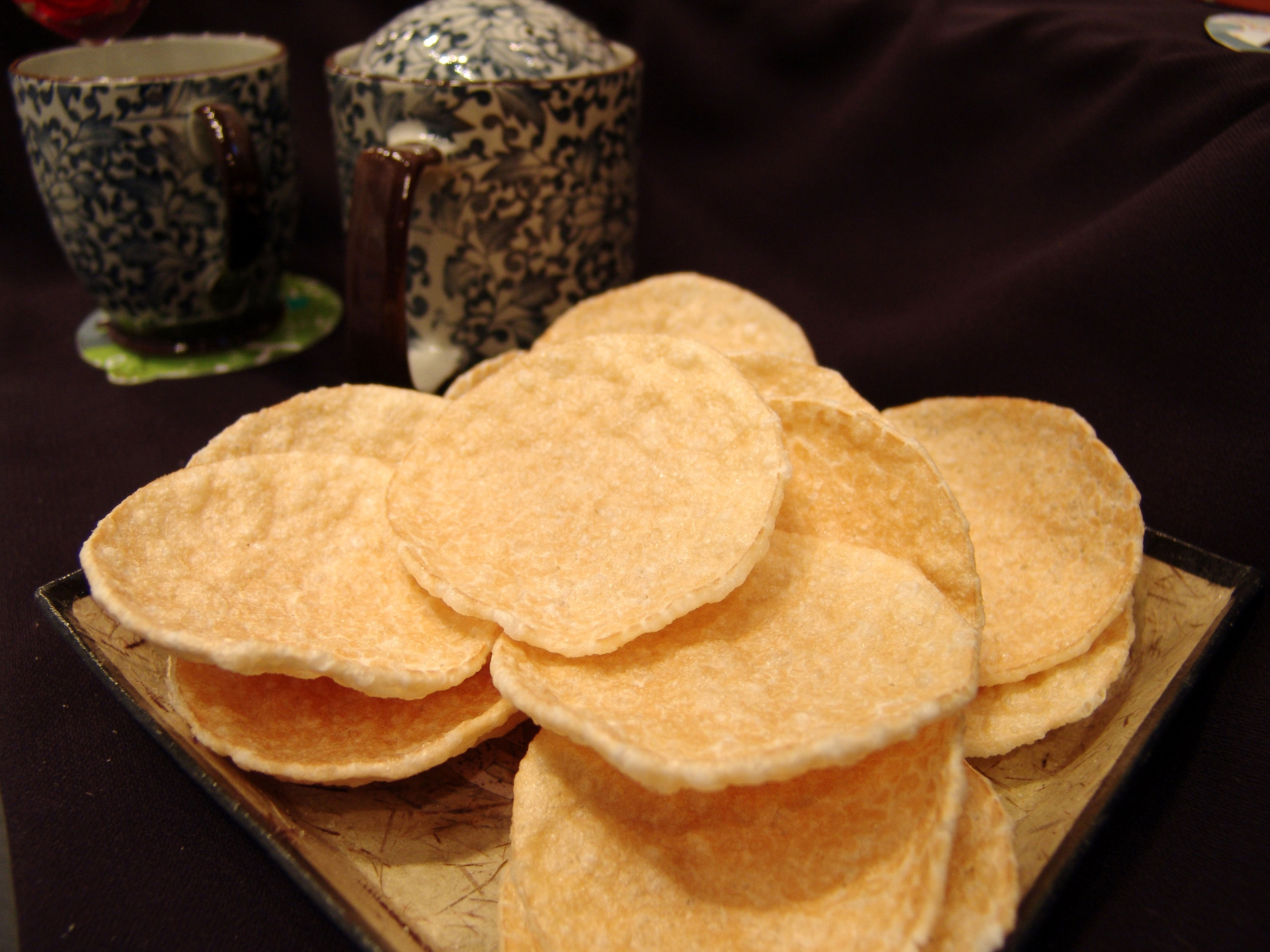
Galettes de riz soufflé coréennes jeopsi-ppeong-twigi.